# Erzsébet, Baranya
Erzsébet este un sat în districtul Pécsvárad, județul Baranya, Ungaria, având o populație de 286 de locuitori (2011). 

## Demografie
Componența etnică a satului Erzsébet
     Maghiari (81,36%)
     Germani (10,51%)
     Romi (8,14%)
Componența confesională a satului Erzsébet
     Romano-catolici (63,64%)
     Fără religie (12,59%)
     Reformați (2,45%)
     Necunoscută (21,33%)
Conform recensământului din 2011, satul Erzsébet avea 286 de locuitori. Din punct de vedere etnic, majoritatea locuitorilor (81,36%) erau maghiari, existând și minorități de germani (10,51%) și romi (8,14%).  Din punct de vedere confesional, majoritatea locuitorilor (63,64%) erau romano-catolici, existând și minorități de persoane fără religie (12,59%) și reformați (2,45%). Pentru 21,33% din locuitori nu este cunoscută apartenența confesională.